# White White World
 White White World (Beli, beli svet) è un film del 2010 diretto da Oleg Novković.
Ha vinto il Pardo per la miglior interpretazione femminile al Festival di Locarno 2010.